# Monasterio de Varoš
El monasterio de Varoš (en macedonio: Варошки Манастир) es un monasterio ortodoxo situado en el distrito de Varoš, municipio de Prilep, en Macedonia del Norte. El monasterio forma parte de la diócesis de Prespa y Pelagonia.

## Localización
El monasterio está situado a los pies de la fortaleza medieval llamada las Torres de Marko.

## Historia
Según la tradición local, el monasterio fue construido por los gobernantes serbios Vukašin y Marko Mrnjavčević en el siglo xiv. Durante la mayor parte de su existencia, estuvo sometido al arzobispado de Ohrid. El 28 de abril de 1861 fue restaurado, excepto su parte oeste, y re-consagrado por un obispo bizantino llamado Benedicto. Ese mismo año, durante los trabajos de excavación para la restauración del monasterio se encontró una inscripción, escrita en antiguo búlgaro, que data del año 996.

## Galería

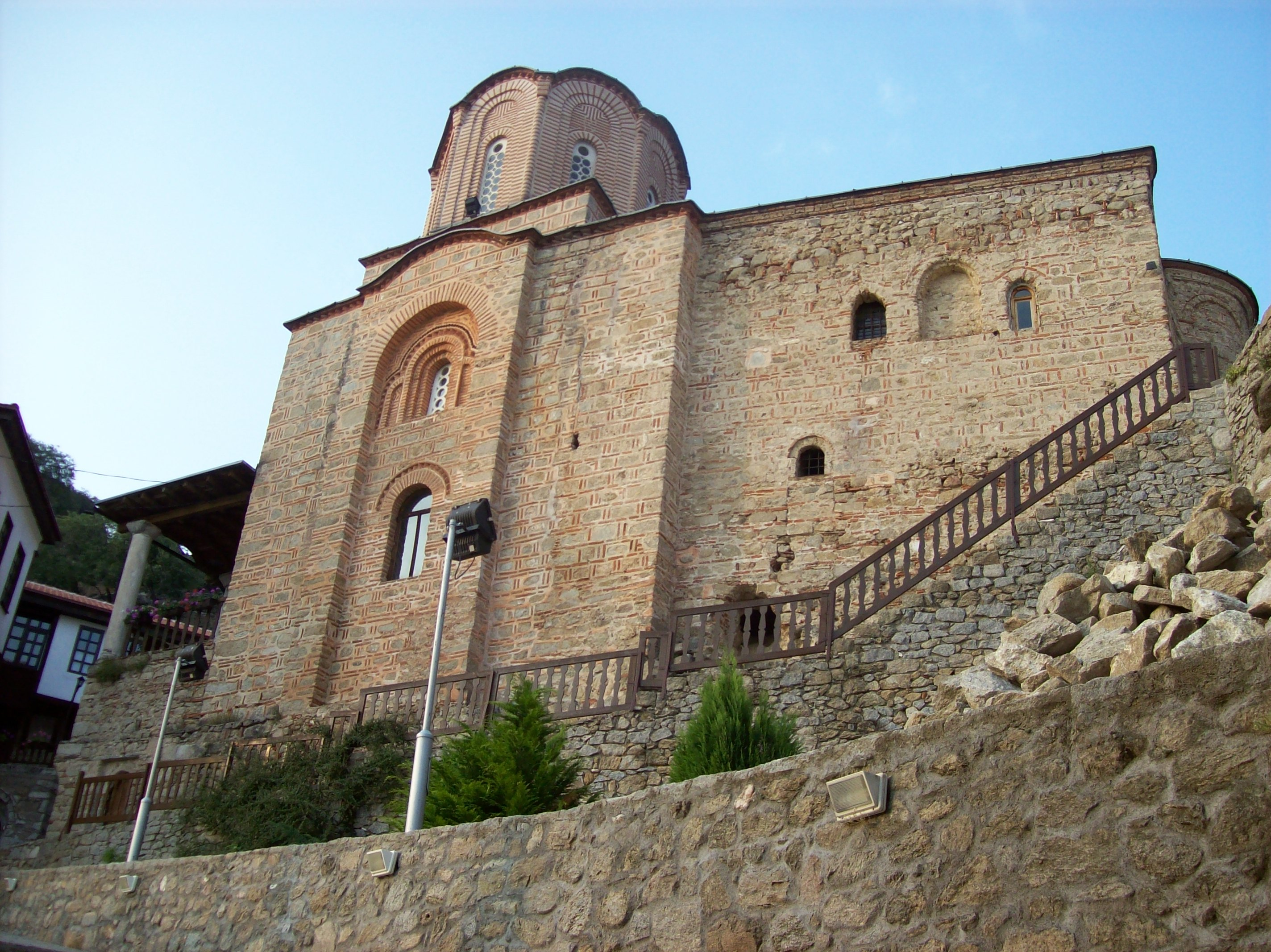
Iglesia de San Miguel Arcángel.
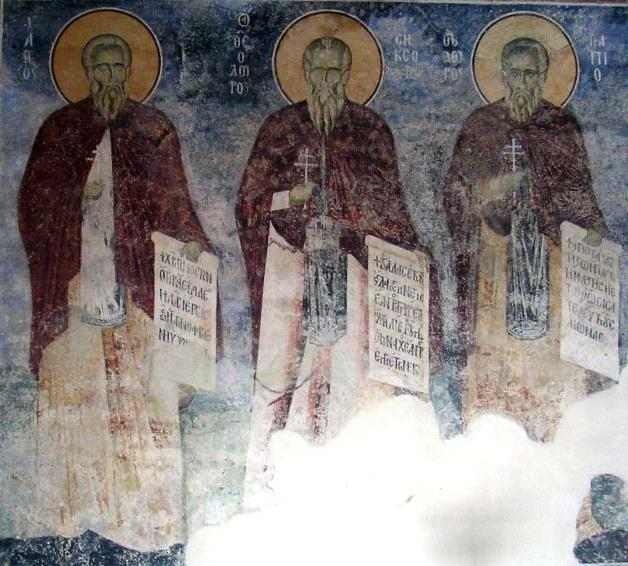
Frescos de la iglesia, siglo xiv.
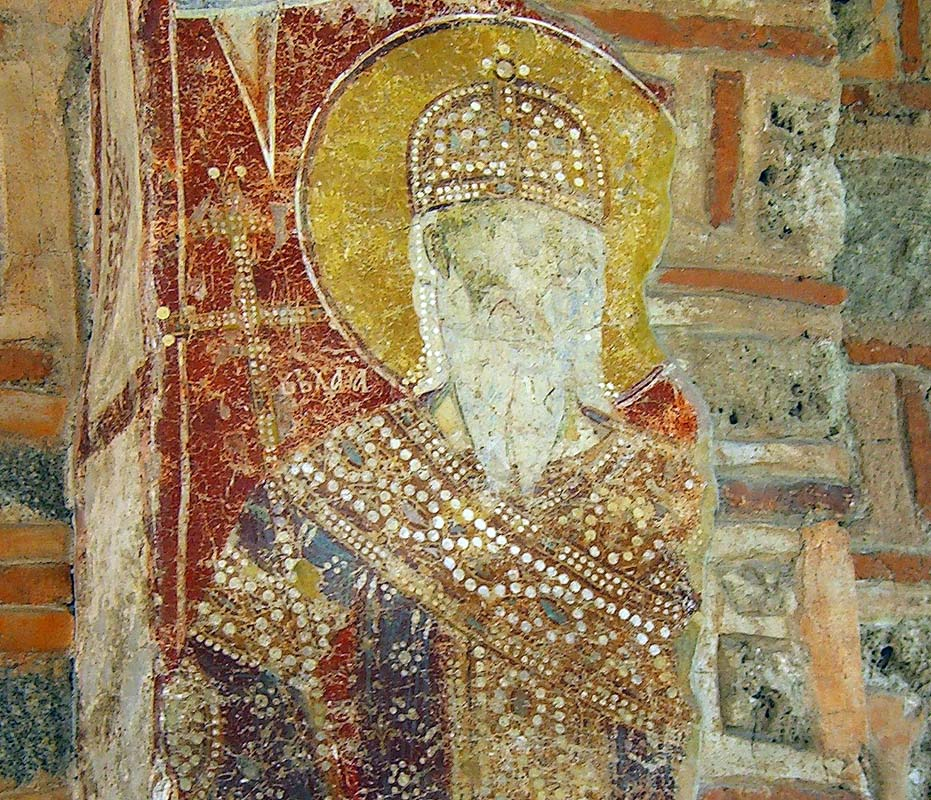
Fresco del rey Vukašin, siglo xiv.
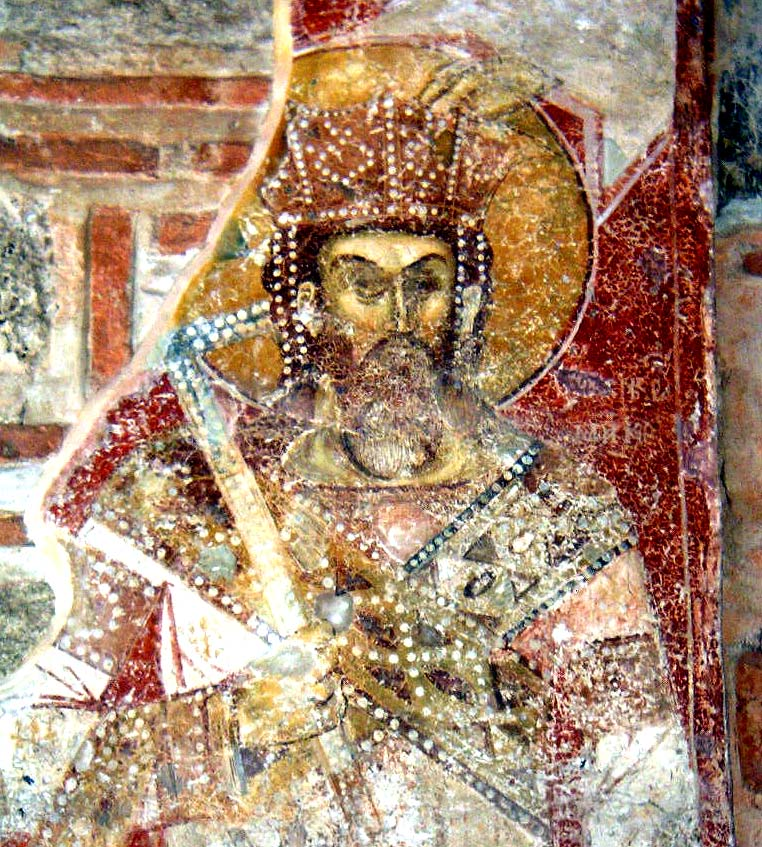
Fresco del rey Marko, siglo xiv.